# Strada Statale 12 dell’Abetone e del Brennero
Die SS 12 dell’Abetone e del Brennero (in Südtirol auch Brennerstaatsstraße genannt) führt von Pisa über Abetone nach Verona, von dort durch das Etschtal nach Bozen und ab Bozen durch das Eisacktal und das Wipptal bis zum Brennerpass, wo sie in die österreichische Brennerstraße (B 182) mündet. Die Strecke ist 523 km lang und im nördlichen Teil eine wichtige Fernverkehrsstraße.

## Streckenverlauf

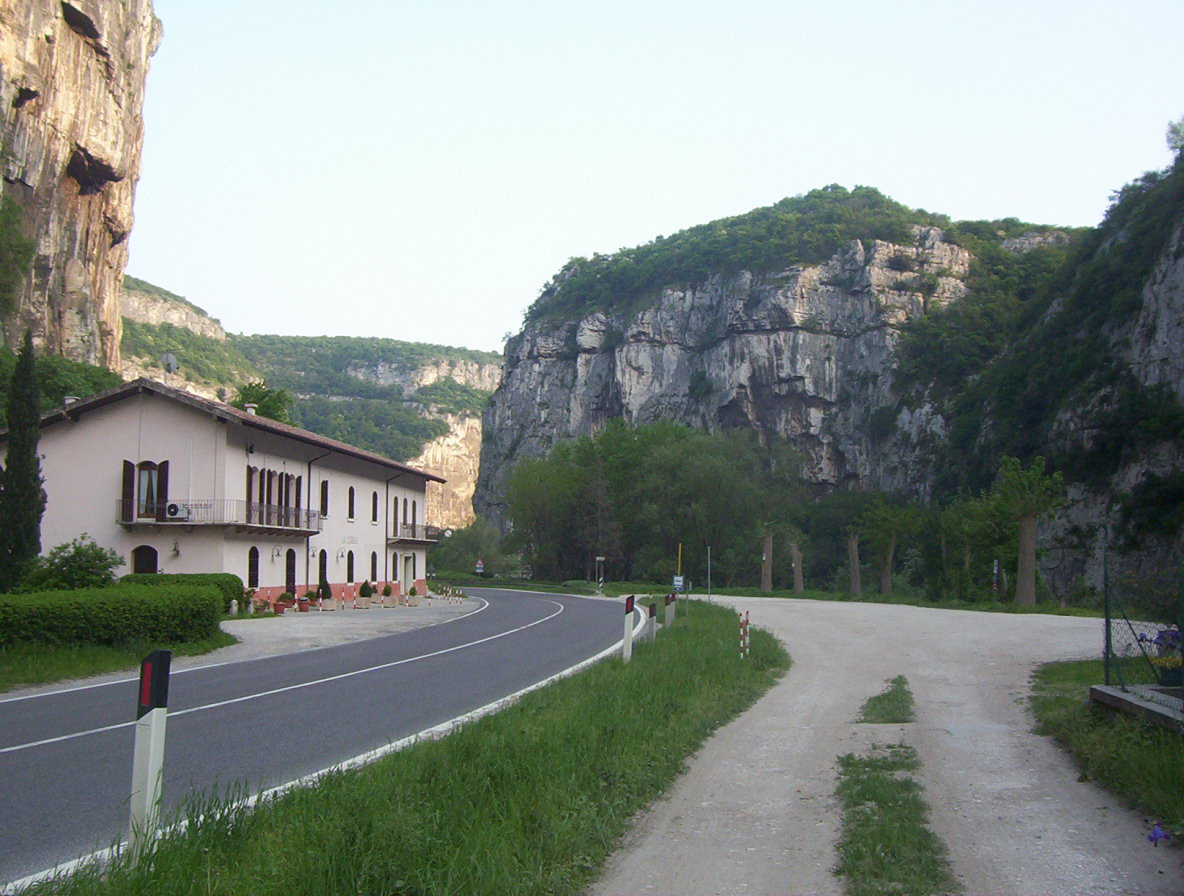
SS 12 bei der Veroneser Klause im südlichen Etschtal

Die Strecke beginnt in Pisa in der Toskana und führt dann nordwärts nach Lucca, wo sie auf die A11 trifft. Anschließend verläuft sie ebenfalls nördlich und überquert dann den Tosco-Emilianischen Apennin. Sie folgt dem Valle di Lima zuerst ostwärts und dann wieder nordwärts. Einziger Ort im Tal ist San Marcello.
Danach befindet sich auf dem höchsten Teil der Strecke die Grenze zwischen der Toskana und der Emilia-Romagna. Danach geht es durch ein weiteres Tal nach Pavullo und man erreicht dort die Ausläufer des Apennins. Am Rande der Po-Ebene kreuzt sich die Strecke mit der A1 und erreicht dann die Stadt Modena.
Von Modena führt die Straße nordwärts durch die Po-Ebene und damit durch dünn besiedeltes Gebiet. Letzter Ort in der Emilia-Romagna ist Mirandola, danach führt eine knapp 13 km lange Strecke durch die Lombardei. Der einzige größere lombardische Ort ist das am Po gelegene Ostiglia, wo die SS 12 den Fluss überquert. Der weitere Verlauf ist durch Venetien, nach Nogara und Isola della Scala wird am Rand der Alpen Verona erreicht.
Dann geht es durch die Veroneser Klause ins Etschtal (im untersten Abschnitt Vallagarina genannt) und dort parallel zur Etsch und zur italienischen Brennerautobahn Richtung Norden ins Trentino.
Erster größerer Ort ist die Stadt Rovereto. Dann verläuft die Strecke nordwärts nach Trient, der Hauptstadt des Trentinos. Bei Trient ist die SS 12 für kurze Zeit eine Schnellstraße, da sie die Umfahrung Trients darstellt.
Anschließend führt die Straße weiter Richtung Norden und erreicht an der Salurner Klause die Grenze zu Südtirol. Etwas weiter nördlich im Unterland trifft sie bei Auer auf die SS 48.
Es folgen die Städte Leifers und Bozen. Nach Bozen geht es weiter durch das Eisacktal an Klausen vorbei bis Brixen, anschließend stets dem Eisack folgend ins Wipptal. Nach Sterzing beginnt dann der Anstieg zum Brennerpass, wo die Brennerstaatsstraße an der Grenze zwischen Italien und Österreich endet. Auf österreichischer Seite führt dann die Brennerstraße B182 weiter nach Innsbruck.

## Geschichte und Bedeutung

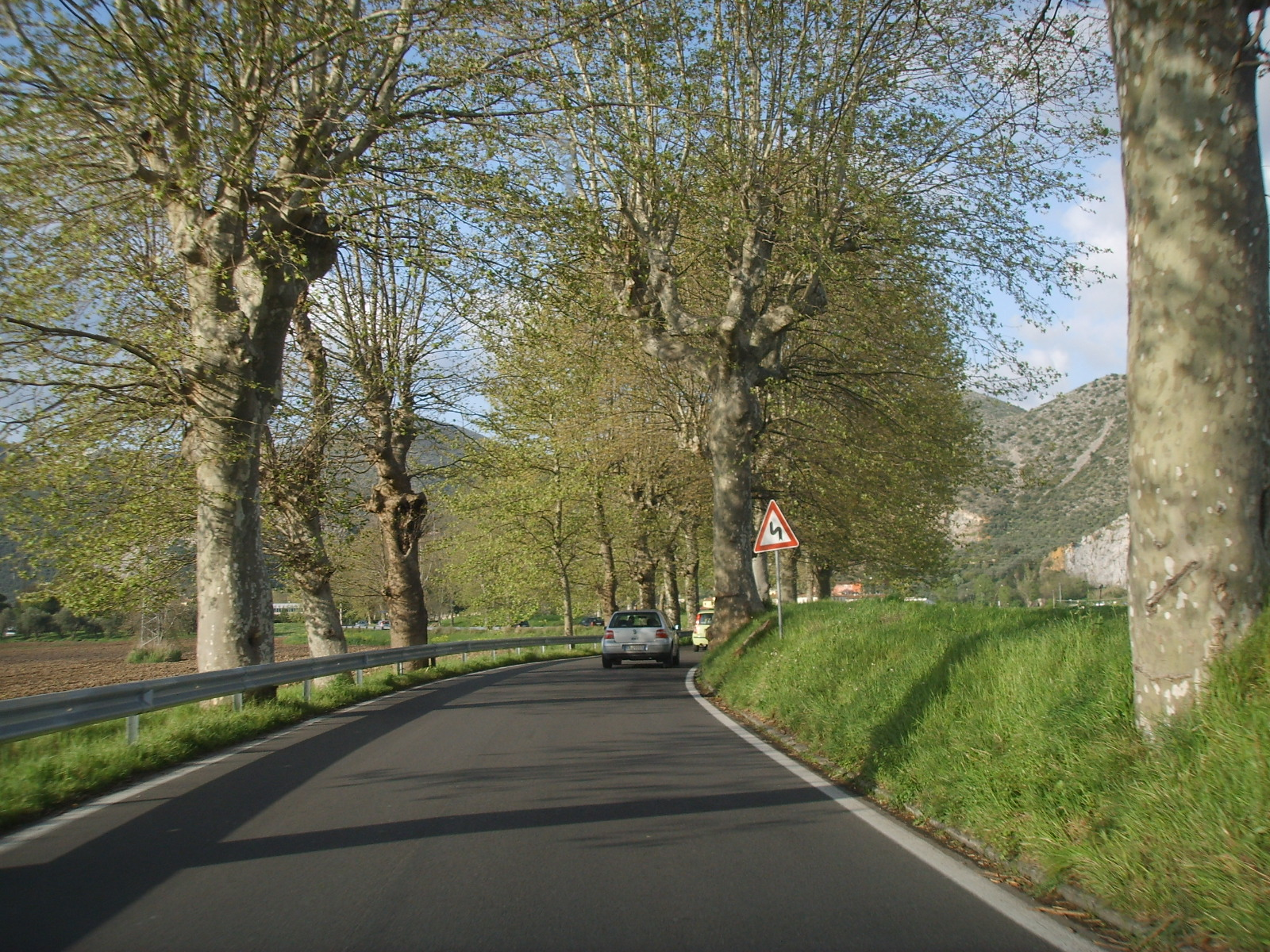
SS 12 bei San Giuliano Terme, nahe Pisa

Die Straße verbindet die Toskana mit Mitteleuropa und ist eine der wichtigsten Staatsstraßen in Italien.
Die Geschichte der Trasse über den Apennin geht bis ins 12. Jahrhundert zurück, als es zwischen Pisa und Modena entlang der heutigen Trasse Wein- und auch Viehhandel gab.
Die Straße von Verona über den Brenner hat eine Tradition, die mindestens auf die Via Raetia zurückgeht. Unter Septimius Severus wurden Anfang des 3. Jahrhunderts bestehende Saumpfade zur Römerstraße ausgebaut. Die Strecke durch das Eisacktal zwischen Bozen und Klausen verfiel im Laufe der Zeit, so dass im Mittelalter die Wegstrecke über den Ritten genommen werden musste. Über diese als Via Imperii oder Königsweg bekannte Altstraße zogen unter anderem die deutschen Könige zur Kaiserkrönung nach Rom. Im Jahr 1314 erhielt der Bozner Bürger Heinrich Kunter das Recht, gegen Wegzoll einen Saumweg durch das Tal einzurichten. Um 1430 benutzten bereits 6500 Frachtwagen pro Jahr den Weg von Augsburg über den Brenner nach Verona und Venedig. Dieser Kuntersweg wurde 1480 durch Sprengungen auch für Fuhrwerke passierbar gemacht und entwickelte sich zur meistbefahrenen Strecke über die Ostalpen.
Die heutige Strecke wurde im 20. Jahrhundert, teilweise auch schon im 19. Jahrhundert gebaut. Den ersten richtigen Streckenabschnitt gab es bereits 1860 zwischen Trient und Bozen. Dann folgten immer mehr Abschnitte, bis 1956 die gesamte Strecke fertiggestellt war.
Durch den steigenden Verkehr in den 1950er und 1960er Jahren wurde die Straße zu einer der wichtigsten Transit- und Touristenstraßen, da die Strecke von Norden (Deutschland, Österreich) nach Süden und auch am Gardasee vorbeiführt. Viele Urlauber fuhren auf der SS 12 Richtung Adria, Gardasee oder Toskana. Da es sich um eine durchgehende Trasse handelt, stellt sie den kürzesten Weg in die Toskana dar.
Seit dem Bau der Brennerautobahn (1968–1974), die bis Modena großteils parallel verläuft, hat die SS 12 im Fernverkehr an Bedeutung eingebüßt.
Die Zuständigkeit teilten sich bis 1998 die jeweiligen regionalen Sitze der ANAS auf.
Danach ging die Pflege des Südtiroler Teils an die Autonome Provinz Bozen – Südtirol über, des Trentiner Teils an die Autonome Provinz Trient.

## Streckenabschnitt SS 12 radd: San Giuliano Terme – Lucca
Die SS 12 radd führt von der berühmten Therme San Giuliano Terme über Foro di San Giuliano nach Lucca und ist knapp 10 km lang. Diese Abzweigstrecke verbindet die wichtige Therme mit Lucca und trifft dort wieder auf die SS 12.
Die Zuständigkeit hat ANAS Toscana.